# Vulgaria

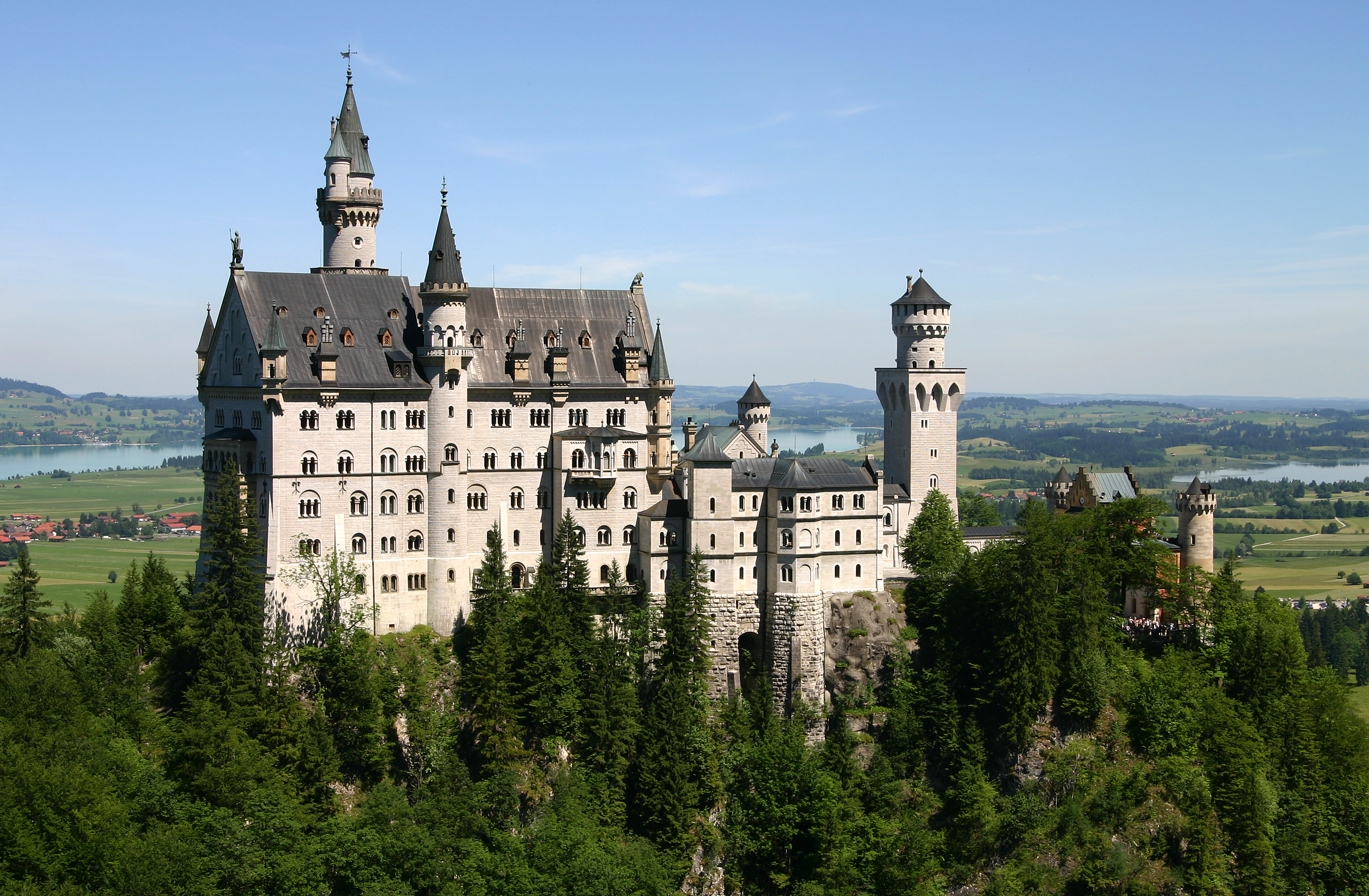
Vulgaria, rappresentata dal castello di Neuschwanstein

Vulgaria è una baronia europea immaginaria visitata dalla famiglia Potts e Stella Scrumptious nella loro fantastica macchina volante, nel classico film per bambini Citty Citty Bang Bang.
Nonostante ad una prima occhiata possa sembrare bella, non si vede nessun bambino giocare per le strade. Dagli abitanti del villaggio, meravigliati alla vista dei bambini di Caractacus Potts, scopriamo che bambini non sono permessi in quella città: essi sono stati allontanati perché la baronessa Bombarda, regnante di Vulgaria insieme al barone Bombarda, li odia, ed ordina che ogni bambino venga catturato e venga fatto sparire dall'accalappiabambini. Nonostante questo ordine, qualche bambino di Vulgaria viene tenuto nascosto segretamente nelle fogne della cittadina.
Il castello di Neuschwanstein fu usato per le riprese del castello nel film.